# Tijuana
|  | Per a altres significats, vegeu «Tijuana (municipi)». |

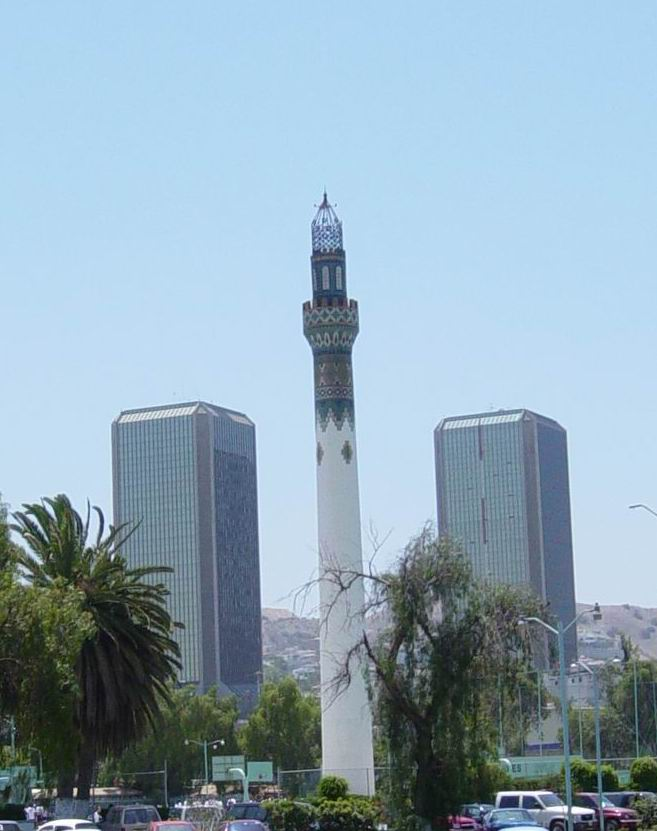
Tijuana: Torres i "Minarete"

Tijuana és la ciutat més gran de l'estat de Baixa Califòrnia, i la cinquena àrea metropolitana més gran en població a Mèxic, amb 1.300.000 habitants. Està localitzada a l'extrem nord del país, als 32° 31′ 30″ nord i 117° 02′ oest. La ciutat fa frontera amb la ciutat nord-americana de San Diego. La indústria turística és la font de recursos principal de la ciutat i hi produeix la majoria dels ingressos. Tijuana és particularment famosa pels estudiants nord-americans universitaris i de secundària. La ciutat també és un important centre industrial. Atesa la seva localització i l'intercanvi comercial (legal i il·legal), s'ha convertit en la ciutat frontera més dinàmica del món. A més de nord-americans, hi ha un gran nombre d'estrangers a Tijuana, principalment de la Xina, Corea del Sud i l'Amèrica del Sud.

## Personatges il·lustres
- Luis Humberto Crosthwaite (1962), escriptor i editor.